# متحف الأطفال بإنديانابوليس
متحف الأطفال بإنديانابوليس هو أكبر متحف أطفال في العالم. يقع 3000 شمال شارع ميريديان، بمدينة إنديانابوليس ولاية إنديانا بالولايات المتحدة. المتحف معتمد من قبل التحالف الأمريكي للمتاحف، وتبلغ مساحته 43933.85 م2 ويتكون من خمس طوابق عبارة عن ردهات لعرض المتحوفات، ويستقبل أكثر من مليون سائح سنويا. مجموعاته تتجاوز 120 ألف قطعة أثرية وينقسم إلى ثلاث أقسام رئيسية: المجموعة الأميريكية، مجموعة الثقافة العالمية ومجموعة العالم الطبيعي. من بين المعروضات محكاة لموئل ديناصورات من العصر الطباشيري، دوامة خيل وقاطرة بخارية. يركز المتحف على التعليم العائلي ومعظم المعارض مصممة لتكون تفاعلية، تسمح للأطفال والعائلات بالمشاركة بنشاط.
تم تأسيسه سنة 1925 بواسطة ماري ستيورت كاري بمساعدة قادة إنديانابوليس المدنيين وبعض المنظمات، وهو رابع أقدم معهد في العالم، الموقع الحالي أصبح مكان المتحف سنة 1946، وتم بناء البناية الحالية سنة 1976 ومرت عليها أربع توسعات كبيرة منذ ذلك الحين. يستضيف المتحف آلاف النشاطات سنويا بما فيها مسرحيات في مسرح ليلي، أقسام وورش عمل لطلاب المدارس، معارض متنقلة، فعاليات جمع الأموال. مع ميزانية تقدر بـ 28.7 مليون دولار، ويعمل فيه 400 موظف و 1500 متطوع. استقراره الاقتصادي مضمون بواسطة تبرع كبير تم أول مرة في عقد 1960 ويحكمه مجلس الأمناء.